# Pleioblastus fortunei
Pleioblastus fortunei, auf Deutsch auch als Weißgestreifter Bambus bezeichnet, ist eine Bambus-Art der Gattung Pleoblastus, die zur Tribus Arundinarieae, der verholzenden Bambusarten der gemäßigten Klimazone, gerechnet wird. Seine Heimat ist Japan, doch wird er in China, Südamerika und auch in Mitteleuropa kultiviert.

## Beschreibung

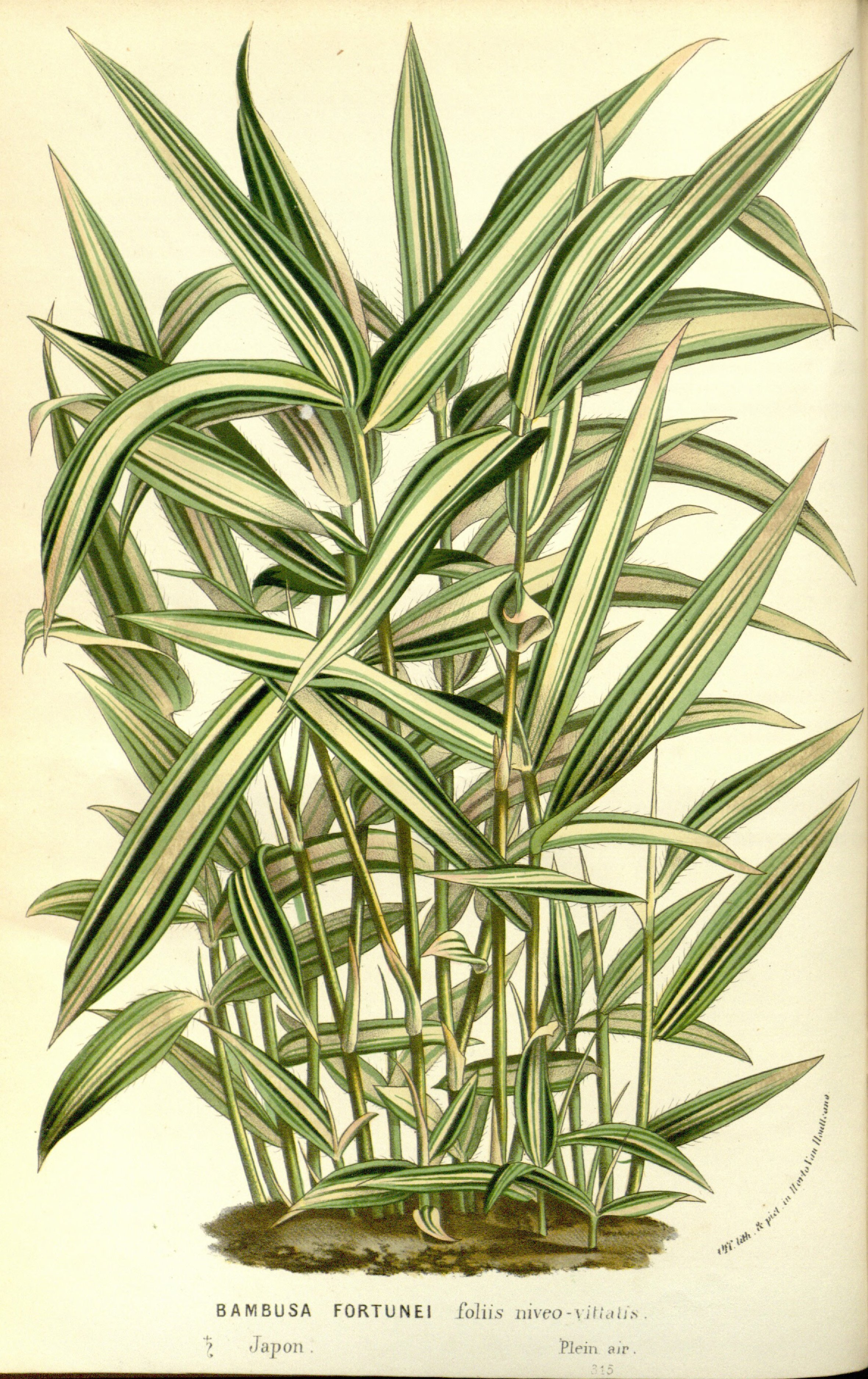
Illustration von Louis van Houtte (1810–1876)

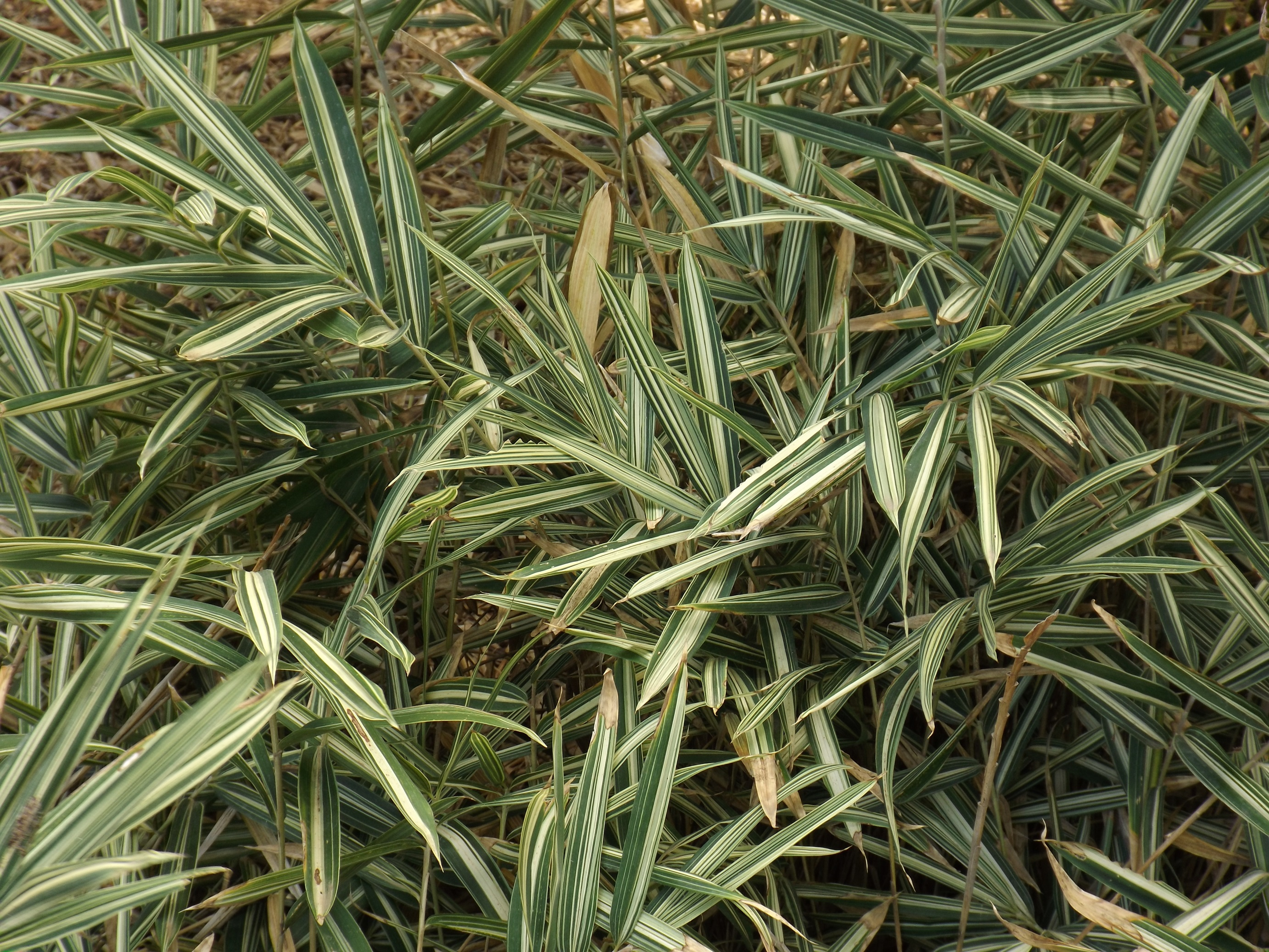
Habitus

Die Halme erreichen eine Höhe von 10 bis 30 selten bis 80 Zentimetern und Durchmesser von 1 bis 2 Millimetern. Die Internodien sind kurz und unbehaart. Die Knoten sind flach oder nur leicht verdickt. Die Halmblattscheiden sind bleibend und unbehaart. Äste fehlen oder es wird ein Ast je Knoten gebildet. Je Halm und je Ast werden vier bis sieben Laubblätter gebildet. Die Laubblattscheiden sind kahl, Blattöhrchen fehlen. An den Enden der Scheiden werden weiße, glatte Wimpern gebildet (oral setae). Die Laubblattspreite ist der Länge nach weiß und blassgelb gestreift, lanzettlich, 6 bis 15 Zentimeter lang und 0,8 bis 1,4 Zentimeter breit. Die Blattbasis ist breit keilförmig, das Ende zugespitzt. Beide Blattseiten sind weiß und flaumig behaart, die Unterseite etwas dichter als die Oberseite.

## Verbreitung
Das natürliche Verbreitungsgebiet der Art liegt in Japan auf den Hauptinseln Honshū, Kyūshū und Shikoku. Die Art wird in China in den Provinzen Jiangsu und Zhejiang, auf den Philippinen und in Kolumbien kultiviert.

## Systematik
Pleioblastus fortunei ist eine Art aus der Gattung Pleioblastus, die zur Tribus Arundinarieae gezählt wird, der verholzenden Bambusarten der gemäßigten Klimazone. Sie wurde von Louis Benoît Van Houtte 1862 im Journal général d’horticulture als Bambusa fortunei (Basionym) erstbeschrieben. Nakai Takenoshin stellte die Art 1933 in die Gattung Pleioblastus. Sie wurde zuvor häufig in die Gattung Sasa gestellt. Die Art hat jedoch 1979 in Brasilien geblüht, und die Blüten zeigen drei Staubblätter, was die Einordnung in die Gattung Pleioblastus bestätigt. Das Epitheton "fortunei" ehrt sehr wahrscheinlich den schottischen Forschungsreisenden Robert Fortune.
Weitere Synonyme der Art sind Arundarbor fortunei (Van Houtte) Kuntze, Arundarbor pygmaea (Miq.) Kuntze, Arundinaria fortunei (Van Houtte) Rivière, Arundinaria fortunei f. glabra (Makino) Demoly, Arundinaria fortunei var. variegata Bean, Arundinaria oroshimozasa R.Stover, Arundinaria pygmaea (Miq.) Makino, Arundinaria pygmaea (Miq.) Asch. & Graebn., Arundinaria pygmaea var. glabra (Makino) Ohwi, Arundinaria shibuyana (Makino ex Nakai) R.Stover, Arundinaria uyenoensis (Nakai) R.Stover, Arundinaria variabilis Makino, Arundinaria variabilis var. fortunei (Van Houtte ex Munro) Houz., Arundinaria variabilis f. glabra Makino, Arundinaria variabilis var. pygmaea (Miq.) Makino, Arundinaria variabilis var. variegata Makino, Arundinaria variegata (Miq.) Makino, Arundinaria variegata f. glabra Makino, Arundinaria variegata var. oroshima Makino ex I.Tsuboi, Arundinaria variegata f. pubescens Makino, Arundinaria variegata var. pygmaea (Miq.) Makino, Arundinaria variegata f. tsuboii Makino ex I.Tsuboi, Arundinaria variegata var. tsumorii Makino, Bambusa fortunei var. aureostriata H.P., Bambusa fortunei var. variegata H.P., Bambusa maximowiczii Munro, Bambusa picta Siebold & Zucc. ex Munro, Bambusa pygmaea Miq., Bambusa variegata Siebold ex Miq., Nipponocalamus dimorphophyllus (Koidz.) Nakai, Nipponocalamus fortunei (Van Houtte) Nakai, Nipponocalamus pygmaeus (Miq.) Nakai, Nipponocalamus ramosissimus (Nakai) Nakai, Nipponocalamus shibuyanus (Makino ex Nakai) Nakai, Nipponocalamus tosaensis (Koidz.) Nakai, Nipponocalamus tsukubensis (Nakai) Nakai, Nipponocalamus uyenoensis (Nakai) Nakai, Nipponocalamus yasuianus (Koidz.) Nakai, Pleioblastus argenteo-striatus f. glaber (Makino) Murata, Pleioblastus chino f. tsukubensis (Nakai) Muroi, Pleioblastus dimorphophyllus Koidz., Pleioblastus distichus f. tsuboi (Makino ex I.Tsuboi) Muroi & H.Okamura, Pleioblastus fortunei f. albostriatus Muroi & H.Okamura, Pleioblastus fortunei f. pubescens (Makino) Muroi, Pleioblastus × kongosanensis var. ystrophyllus (Koidz.) Sad.Suzuki, Pleioblastus pubescens (Makino) Nakai, Pleioblastus pygmaeus (Miq.) Nakai, Pleioblastus pygmaeus f. ramosissimus (Nakai) Sad.Suzuki, Pleioblastus ramosissimus Nakai, Pleioblastus shibuyanus Makino ex Nakai, Pleioblastus shibuyanus var. basihirsutus Sad.Suzuki, Pleioblastus shibuyanus f. nebulosus Muroi, Pleioblastus shibuyanus f. pubescens (Makino) Sad.Suzuki, Pleioblastus shibuyanus f. tsuboii (Makino ex I.Tsuboi) Muroi, Pleioblastus tectus Koidz., Pleioblastus tosaensis Koidz., Pleioblastus tsukubensis Nakai, Pleioblastus uyenoensis Nakai, Pleioblastus variegatus (Siebold ex Miq.) Makino, Pleioblastus variegatus f. glaber (Makino) Makino, Pleioblastus variegatus f. glabra (Makino) Makino, Pleioblastus variegatus f. pubescens (Makino) Makino, Pleioblastus variegatus var. pygmaea (Miq.) Makino ex Makino, Pleioblastus variegatus var. pygmaeus (Miq.) Makino & Nemoto, Pleioblastus variegatus f. tsuboii (Makino ex I.Tsuboi) Makino & Nemoto, Pleioblastus variegatus var. tsumorii (Makino) Makino & Nemoto, Pleioblastus yasuianus Koidz., Pleioblastus yoshidake var. tsuboii (Makino ex I.Tsuboi) K.Ueda, Pleioblastus × ystrophyllus Koidz., Pseudosasa variegata (Siebold ex Miq.) Nakai, Sasa fortunei (Van Houtte) Fiori, Sasa pygmaea (Miq.) Rehder, Sasa variegata (Siebold ex Miq.) E.G.Camus, Sasa variegata f. glabra (Makino) E.G.Camus, Sasa variegata f. pubescens (Makino) E.G.Camus und Sasa variegata var. pygmaea (Miq.) E.G. Camus.

## Verwendung
Die Art kann in Mitteleuropa als Zierpflanze verwendet werden. Sie eignet sich gut für die Befestigung von Ufern und Böschungen und ist eine beliebte Kübelpflanze. Pleioblastus fortunei verträgt Temperaturen bis −23° Celsius.